# Mário Castelo Branco Barreto
Mário Castelo Branco Barreto (* 17. März 1879 in Rio de Janeiro; † 9. September 1931 ebenda) war ein brasilianischer Romanist, Lusitanist und Grammatiker.

## Leben und Werk
Mário Barreto, Sohn von Fausto Barreto (1852–1915, Professor am Colégio Pedro II), studierte Rechtswissenschaft, ging aber dann als Portugiesischlehrer ins Sekundarschulwesen, zuletzt an die Militärakademie (Colégio Militar). Er übernahm 1924 die von Sílvio Tibiriçá de Almeida gegründete Zeitschrift Revista de filologia portuguesa und führte sie bis Dezember 1925 weiter. Er wurde von einem Radfahrer überfahren und starb an den Folgen.
Barretos zahlreiche kurze Beiträge zur portugiesischen Sprache, die überwiegend in Zeitungen erschienen, sammelte er in sieben Bänden. Er war korrespondierendes Mitglied der Academia das Ciências de Lisboa. Die 1944 gegründete Academia Brasileira de Filologia gab der Cadeira (Akademiesessel) Nummer 38 seinen Namen.

## Werke
- Estudos da Língua Portuguesa, Rio de Janeiro 1903
- Novos Estudos da Língua Portuguesa, Rio de Janeiro 1911, 1921, 1980
- Novíssimos Estudos da Língua Portuguesa, Rio de Janeiro 1914, 1980
- Factos da Língua Portuguesa. Correio de consulentes, Rio de Janeiro 1916, 1954
- De Gramática e de Linguagem. Correio de consulentes, 2 Bde.,  Rio de Janeiro 1922, 1955
- (Übersetzer und Hrsg.) Montesquieu, Cartas Persas,  Rio de Janeiro 1923
- Através do Dicionário e da Gramática, Rio de Janeiro 1927, 1954
- Últimos Estudos, hrsg. von Cândido Jucá, Rio de Janeiro 1944, 1986